# Ескадрені міноносці типу «Завєтний»
Ескадрені міноносці типу «Завєтний» (рос. эсминцы типа «Завѣтный»), також ескадрені міноносці типу «Лейтенант Пущин» (рос. Эскадренные миноносцы типа «Лейтенант Пущин») — тип ескадрених міноносців російського, радянського та українського флотів. Всього було збудовано 9 кораблів, з яких 2 («Живучий» і «Лейтенант Пущін») загинуло під час бойових дій в ході Першої світової війни. Один корабель серії («Завєтний») затоплено більшовиками 30 квітня 1918 р. в Севастопольському порті. «Живой» загинув під час шторму в 1920 році. Інші виведені зі складу флоту в 1920-х рр.

## Будівництво і служба
Замовлені в рамках суднобудівної програми на 1882—1902 рр. Малося будувати кораблі на Балтійських заводах, щоб потім довести есмінці своїм ходом в Чорне море, однак потім Морське відомство передало замовлення заводу «Наваль» в Миколаєві. Будувалися за креслениками 350-тонного міноносця типу «Буйний», при цьому в конструкцію корабля було внесено деякі зміни: приміщення для офіцерів було переплановано на окремі каюти, камбуз було винесено на верхню палубу, також був розширений ходовий місток, встановлена грот-щогла. Носовий торпедовий апарат прибрали, притому боєзапас торпед зменшили до 4-ьох, а калібр торпедових апаратів збільшили до 457 мм.
Відрізнялися від міноносця типу «Буйний» посиленим корпусом, компоновкою надбудов та внутрішніх приміщень. На початок Першої світової війни морально застаріли та великої бойової цінності не мали. На початкових стадіях війни активно використовувались для набігових операцій на турецьке узбережжя та для артилерійської підтримки приморських флангів армії. У 1916—1917 рр. широко використовувались для конвойної служби та підтримки діяльності підводних човнів. «Лейтенант Пущін» і «Живучий» загинули біля Варни і Севастополя після підриву на мінах. На цих кораблях служило багато українців, які в роки національної революції відкрито проявляли свої національні настрої.
Так, ще 15 квітня 1917 року судовий комітет міноносця «Жуткий» передав казначею «Союзу матросів» 20 крб. 89 коп., зібраних офіцерами, кондукторами, матросами міноносця на придбання національного українського прапора. А 12 жовтня 1917 р. есмінець «Завидний» першим серед усіх чорноморських кораблів підніс українського прапора на головній щоглі та категорично відмовився його спускати.
14 січня 1918 року Центральна Рада прийняла «Тимчасовий Закон про український державний флот», відповідно до якого: «Російський Чорноморський флот… проголошується флотом Української Народної Республіки…» та «Українська Народна Республіка переймає на себе всі зобов'язання російського уряду щодо Чорноморського флоту й щодо утримання флоту й портів».
Однак кораблі на той час вже були захоплені більшовиками. Есмінець «Завидний» був захоплений в Одесі на початку січня 1918 року, а потім виведений в Севастополь. Всі інші кораблі цього типу знаходилися в Севастополі. 29 квітня вони змогли підняти українських прапорів. Однак, 30 квітня «Завєтний» був затоплений більшовиками прямо в Севастопольськім порті. 3 травня кораблі були захоплені німецькими вартами. Есмінці «Завидний», «Живой», «Жуткій», «Звонкій», «Зоркій» було заведено до складу німецького флоту на Чорному морі, при тому на деяких з них залишилися українські залоги. В німецькому флоті кораблі мали індекс «R». Потім есмінець «Завидний» мав бути перейменований на «Полковника Шрамченка».
У листопаді 1918 р. всі кораблі було повернено до складу українського флоту, однак незабаром вони були захоплені військами Антанти. Потім кораблі цього типу входили до складу флотів Антанти та ВСЮР. «Живой» в 1920 р. затонув під час шторму. «Жаркій», «Звонкій» и «Зоркій» були виведені білогвардійцями в Бізерту. «Завидний» і «Жуткій» кинуті Врангелем в Севастополі, але в склад флоту не вводилися і в 1920-х рр. були розібрані на металобрухт.

## Кораблі серії
- «Завидний» — перший корабель на чорноморському флоті, що підніс українського прапора; в німецькому флоті R-13; мав бути перейменований на «Полковника Шрамченка»[4].
- «Завєтний»
- «Жуткій» — в німецькому флоті R-12; теж мав бути перейменований.
- «Живой» — в німецькому флоті R-12;
- «Жаркій»
- «Живучий» — загинув у 1916 р.
- «Лейтенант Пущін» — загинув у 1916 р.
- «Звонкій» — в німецькому флоті R-11.
- «Зоркій» — в німецькому флоті R-10.